# اسقف‌نشین ترورو
اسقف‌نشین ترورو (انگلیسی: Diocese of Truro) بخشی تشکیل دهنده از استان کانتربری کلیسای انگلستان در کشور انگلستان است. این اسقف‌نشین که در قرن نوزدهم میلادی تاسیس شده است شامل ۳۱۳ کلیسا می‌باشد و مرکز آن کلیسای جامع ترورو است.